# Древесные даманы
Древесные даманы (Dendrohyrax) — род млекопитающих отряда даманов.
Длина тела от 40 до 60 см, хвост 1—3 см, вес 1,5—4,5 кг. Окраска меха верхней части тела коричневая с серыми или жёлтыми кончиками; чёрные волосы также присутствует на спине. Белое пятно волос обозначает расположение желез на спине; уши окаймлены белыми волосами. Низ, как правило, коричневый. Мех длиннее и чуть более шелковистый, чем у других даманов.
Строго растительноядные, питаются листьями, плодами, ветками и корой, как правило, с верхнего яруса леса. Ведут ночной образ жизни, пик активности наступает вскоре после наступления темноты и до рассвета.
У древесных даманов как спаривание так и рождение происходят во время сухого сезона. Потомство рождается в основном в марте и апреле в Габоне и Камеруне, и с мая по август в западной и южной части Заира. В восточной части ареала рождение происходит раз в год, рождается один, иногда два детёныша после 8-месячного периода беременности. Потомство быстро растёт: длина взрослого достигается в возрасте около 120 дней. У Dendrohyrax arboreus период беременности длится 7—8 месяцев, число новорожденных составляет 1—3. Вес новорожденных около 200 граммов, отлучение происходит примерно через 5 месяцев, и оба пола достигают половой зрелости обычно в возрасте около 16 месяцев. Один экземпляр D. arboreus прожил в неволе 12 лет и 3 месяца.